# Chicago (zespół muzyczny)
Chicago – amerykańska grupa muzyczna powstała w 1967 roku w Chicago. Przez pierwsze dwa lata zespół występował pod nazwą Chicago Transit Authority.

## Historia
Grupa debiutowała albumem prezentującym utwory przesiąknięte elektrycznym chicagowskim bluesem, klasyczną piosenką amerykańską, urozmaicone popisowymi partiami instrumentalnymi. Repertuar Chicago zaliczono do modnego wówczas nurtu - jazz rocka. 
Na kolejnych płytach zespół korzystał jedynie z muzycznych pomysłów z debiutanckiego albumu Chicago Transit Authority.
Stopniowo grupa prezentowała coraz liczniejsze utwory z gatunku tradycyjnej muzyki rozrywkowej, w końcu lat 70. poddając się całkowicie wpływom muzyki dyskotekowej. W latach 80. nastąpił stopniowy powrót do stylu wczesnych utworów.

## Muzycy
Obecny skład zespołu
- Robert Lamm – gitara, instrumenty klawiszowe, śpiew (od 1967)
- Lee Loughnane – trąbka, skrzydłówka, gitara, instrumenty perkusyjne, śpiew (od 1967)
- James Pankow – puzon, instrumenty perkusyjne, instrumenty klawiszowe, śpiew (od 1967)
- Walter Parazaider – saksofon, flet, klarnet, śpiew (od 1967)
- Jason Scheff – gitara basowa, śpiew, instrumenty klawiszowe (od 1985)
- Tris Imboden – perkusja, instrumenty perkusyjne (od 1990)
- Keith Howland – gitara, śpiew (od 1995)
- Lou Pardini – instrumenty klawiszowe, śpiew (1999, 2007, od 2009)
- Walfredo Reyes Jr. – instrumenty perkusyjne (od 2012)

Byli członkowie zespołu
- Danny Seraphine – perkusja, instrumenty perkusyjne, programowanie (1967–1990)
- Peter Cetera – gitara basowa, śpiew, gitara akustyczna (1967–1985)
- Terry Kath – gitara, śpiew, gitara basowa (1967–1978)
- Laudir de Oliveira – instrumenty perkusyjne (1974–1981)
- Donnie Dacus – gitara, śpiew (1978–1980)
- Chris Pinnick – gitara (1980–1985)
- Bill Champlin – instrumenty klawiszowe, gitara, śpiew (1981–2009)
- Dawayne Bailey – gitara, śpiew (1986–1994)
- Drew Hester – instrumenty perkusyjne (2009–2012), perkusja (2009)
- Daniel de los Reyes – instrumenty perkusyjne (2012)

## Albumy
- Chicago Transit Authority
- Chicago (nazywany też Chicago II)
- Chicago III
- Chicago at Carnegie Hall
- Chicago V
- Chicago VI
- Chicago VII
- Chicago VIII
- Chicago IX - Chicago's Greatest Hits
- Chicago X
- Chicago XI
- Hot Streets
- Chicago 13
- Chicago XIV
- Greatest Hits, Volume II
- Chicago 16
- Chicago 17
- Chicago 18
- Chicago 19
- Greatest Hits 1982-1989
- Twenty 1
- Group Portrait
- Night & Day Big Band
- The Heart of Chicago 1967-1997
- The Heart of Chicago 1967-1998 Volume II
- Chicago XXV: The Christmas Album
- Chicago XXVI: Live in Concert
- The Very Best of: Only the Beginning
- The Box
- Love Songs
- Chicago XXX
- Chicago XXXII: Stone of Sisyphus
- Chicago XXXIII: O Christmas Three
- Chicago XXXIV: Live in ‘75
- Chicago XXXVI: Now
- Chicago Christmas (2019)[2]
- Born For This Moment (2021)[3]